# حرب كيرك-هولدن
حرب كيرك-هولدن عملية نفذتها الشرطة ضد منظمة كو كلوكس كلان العنصرية الداعية لسيادة البيض من قبل الحكومة في ولاية كارولينا الشمالية بالولايات المتحدة عام 1870. استخدمت منظمة كلان القتل والترهيب لمنع العبيد المحررين حديثًا وأعضاء الحزب الجمهوري من ممارسة حقهم في التصويت في أعقاب الحرب الأهلية الأمريكية. بعد زيادة نشاط المنظمة في كارولينا الشمالية، فضلًا عن مقتل مفوض بلدة للسود في مقاطعة ألامانس، ومقتل عضو مجلس الشيوخ الجمهوري في مقاطعة كاسويل، أعلن ويليام دبليو. هولدن الحاكم الجمهوري لشمال كارولينا بدء المنطقتين حالة تمرد. طبقًا لقانون شوفنر، أمر هولدن بحشد إحدى الميليشيات لاستعادة النظام في المقاطعات واعتقال أفراد المنظمة المشتبه في قيامهم بأعمال العنف. نتج عن ذلك إنشاء القوتين الأولى والثانية لنورث كارولينا، اللتين وضعهما هولدن تحت القيادة العامة للكولونيل جورج واشنطن كيرك.
في يوليو من سنة 1870، أشرف كيرك على نشر القوات الثانية في كارولاينا الشمالية في مقاطعتي ألامانس وكاسويل، في حين حاصرت القوات الأولى في ولاية كارولينا الشمالية مدينة رالي. احتجز ما مجموعه 82 رجلًا في ألامانس و19 فردًا في كاسويل للاشتباه في قيامهم بأنشطة ذات صلة بمنظمة كلان، بمن فيهم عضو سابق في كونغرس الولايات المتحدة ومأمور في كلتا المقاطعتين، وتوقف نشاط المنظمة في كلتا المقاطعتين على الفور. لم يقتل أحد خلال الحملة، رغم عدم انضباط أفراد الميليشيا التام واستخدامهم ألفاظًا بذيئة. تجاوز مساعد كيرك أوامر قائده وبعث رجالًا لاعتقال رئيس تحرير صحيفة في مقاطعة أورانج، التي لم تعلن حينها أنها في حالة تمرد. رفض هولدن بدايةً تمثيل أولئك الرجال أمام محاكم عادية بناء على أمر إحضار من المحكمة، مخططًا لمحاكمتهم أمام محكمة عسكرية، ولكنه في نهاية المطاف استسلم للضغوط من رئيس قضاة محكمة كارولينا الشمالية العليا ريتشموند مومفورد بيرسون وقاضي محكمة الولايات المتحدة للمقاطعة جورج واشنطن بروكس. نتيجة لذلك، اتهم 49 رجلًا في المحكمة بارتكابهم جرائم، ولكنهم حصلوا جميعهم على براءة في نهاية المطاف أفرج عنهم بحلول أواخر شهر أغسطس.
نشر عناصر الميليشيا لحراسة مراكز الاقتراع خلال الانتخابات التشريعية في ولاية كارولاينا الشمالية في 4 أغسطس، إلا أن استخدام هولدن للميليشيا وشكاوى أخرى حول فساد الجمهوريين وإرهاب منظمة كلان قاد المحافظين والديمقراطيين إلى شغل غالبية المقاعد في الجمعية العامة لكارولاينا الشمالية. أمر هولدن الميليشيا بأن تحل في 21 سبتمبر، وفي 10 نوفمبر، أعلن أنه لم تعد هناك حالة تمرد في مقاطعتي ألامنس وكاسويل. انتقدت الصحف المحافظة والديمقراطية بشدة أعمال هولدن، وأطلق خصومه السياسيون على أفعاله مسمى «حرب كيرك-هولدن». لاحقًا، رفعت الجمعية العامة لوائح اتهام ضد هولدن في ديسمبر، وأبعدته في نهاية المطاف من منصبه في مارس 1871. كان هولدن أول حاكم في الولايات المتحدة يعزل على هذا النحو، وكانت حملته ضد منظمة كلان، وإقالته، سببًا في تشويه صورة الحزب الجمهوري لسنوات عديدة في نورث كارولينا. ألغت الجمعية العامة قانون شوفنر وسنت قانونًا آخر هدف إلى منح عفو لأفراد منظمة كلان.

## خلفية

### الوضع السياسي في نورث كارولينا
في عام 1861، انفصلت ولاية كارولينا الشمالية عن الولايات المتحدة وانضمت إلى ولايات جنوبية أخرى لتشكيل الولايات الكونفدرالية الأمريكية. لاحقًا، دخل الاتحاد في صراع مع الولايات غير المنضمة إليه خلال الحرب الأهلية الأميركية. تسبب الصراع في انقسامات سياسية شديدة داخل كارولينا الشمالية، حيث عارض كثير من سكانها الحرب، خاصة في الجبال والمناطق الساحلية، وكسبوا تعاطف الاتحاديين. سعى السياسي ويليام دبليو. هولدن، دون نجاح، الترشح لشغل منصب حاكم ولاية كارولينا الشمالية في سنة 1864 استنادًا إلى «برنامج للسلام» تضمن الانسحاب من الحرب. في النهاية، خسر الاتحاد الكونفدرالي الحرب في العام 1865، وعادت ولاية كارولينا الشمالية إلى الولايات المتحدة. عنى إصدار إعلان تحرير العبيد أثناء الصراع اعتراف الحكومة الفيدرالية بحرية أكثر من 330 ألفًا من السود المستعبدين سابقًا في ولاية كارولينا الشمالية؛ دخل الإعلان حيز التنفيذ في معظم مناطق الولايات المتحدة مع نهاية الحرب. بالتصديق على التعديل الثالث عشر لدستور الولايات المتحدة في ديسمبر 1865، ألغيت العبودية رسميًا في جميع أنحاء الولايات المتحدة.
في عام 1867، أقر كونغرس الولايات المتحدة قوانين إعادة الإعمار (قوانين الإصلاح)، التي وضعت معظم الولايات الجنوبية تحت الاحتلال العسكري؛ وضعت كارولاينا الشمالية في المنطقة العسكرية الثانية. حرمت القوانين العديد من الولايات الكونفدرالية سابقًا من حق التصويت، وطلبت من الولايات تنقيح دساتيرها من أجل منح الحرية للعبيد والتصديق على التعديل الرابع عشر لدستور الولايات المتحدة، الذي منح الجنسية المتساوية للسود. في تلك السنة، نظم هولدن فرعًا للحزب الجمهوري في ولاية كارولينا الشمالية ضم أفرادًا من السود والبيض على السواء. فضل الجمهوريون في ولاية كارولينا الشمالية عمومًا المساواة في المواطنة والحقوق المدنية لجميع الأفراد بصرف النظر عن العرق. ضم الحزب الديمقراطي المعارض، والذي عرف وقتها بكونه محافظًا، مجموعة عريضة من الآراء، لكنه أيد عمومًا حجب بعض الحقوق عن غير البيض، وإرغام السود على العمل في وظائف وضيعة. هيمن الجمهوريون على المؤتمر الذي عدل دستور المقاطعة في عام 1868، ما أدى إلى إصدار وثيقة دستور أكثر ديمقراطية. في ذلك العام، أجريت انتخابات تشريعية وانتخابات حكام الولايات. وصف الحزب الديمقراطي الحزب الجمهوري بمنظمة «الزنوج» بهدف تشويه سمعته، ولكن الحزب الجمهوري فاز بأغلبية الأصوات في الجمعية العامة لكارولينا الشمالية، وانتخب هولدن حاكمًا للولاية وبحوزته أكثر من 18 ألف صوت. أيضًا، انتخب عديد من الرجال السود لتولي مناصب مختلفة. تقلص الوجود العسكري الفيدرالي، رغم استمرار القوات بتمركزها في مدينة رالي عاصمة الولاية. في عام 1869، صدقت ولاية كارولينا الشمالية على التعديل الخامس عشر لدستور الولايات المتحدة، الذي يضمن حق التصويت لجميع المواطنين بصرف النظر عن العرق أو اللون.

### بداية تحركات كو كلوكس كلان
تأسست كو كلوكس كلان بوصفها جمعية أخوية في ديسمبر 1865 في بولاسكي، تينيسي، على يد عدة ضباط كونفدراليين سابقين. سرعان ما تحولت إلى آلية لترويع السود والجمهوريين البيض في مختلف أنحاء الجنوب. في عام 1867، اجتمعت عدة محافل تابعة لمنظمة كلان في ناشفيل، وأصدرت دستورًا مؤيدًا لتفوق البيض، ومطالبة الأعضاء المحتملين بدعم «استرجاع شعب الجنوب جميع حقوقه». كان تنظيم كلان فضفاضًا ومتكسرًا عبر مختلف المناطق، إلا أن جميع المحافل التزمت عمومًا بالحد من حقوق الحرية ومعارضة الحزب الجمهوري. ظهرت أنشطة منظمة كلان في كارولاينا الشمالية لأول مرة خلال انتخابات عام 1868. ارتكبت بعض أعمال العنف الطفيفة، تضمنت تدمير ممتلكات السود، ولكن تأثيرها على سير العملية الانتخابية كان ضئيلًا. ازداد عدد أعضاء منظمة كلان نتيجة الإحباط الذي شعر به سكان كارولينا الشمالية تجاه الحكومة الجمهورية، وبحلول عام 1869، كان أفراد المنظمة يقتلون السود بهدف ترهيبهم وترهيب الناخبين الجمهوريين المحتملين. استمرت جرائم القتل التي ارتكبتها كلان في أنحاء منطقة بييمونتي في الولاية بين عامي 1869 و1870، لا سيما في مقاطعات مور، وشاتام، وألمانس، وأورانج، وكاسويل. كان العنف أسوأ ما يكون عليه في المقاطعات التي ضمت أعدادًا كبيرة من السود.